# عمر ودياب (مسلسل)
عمر ودياب مسلسل كوميدي مصري، من بطولة علي ربيع ومصطفى خاطر ومن إخراج معتز التوني

## قصة المسلسل
تدور أحداثه في حلقات منفصلة متصلة حول شابين عاطلين عن العمل متورطين في إمضاء إيصالات أمانة ويبحثان عن وظيفة لسداد الديون.
المسلسل كان يحمل اسم (وصل أمانة) قبل تغييره، واعتمدت فكرة العمل على ظهور فنان كضيف شرف كل حلقتين حسب الموقف الذي يقعا فيه بطلا المسلسل

## طاقم العمل

### الأبطال

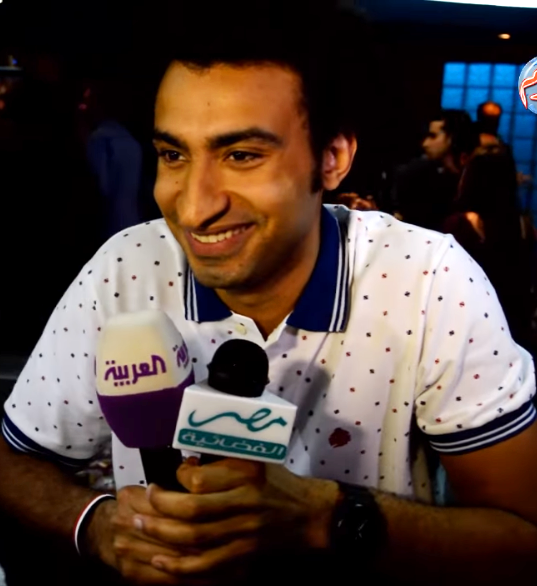
علي ربيع في دور عمر

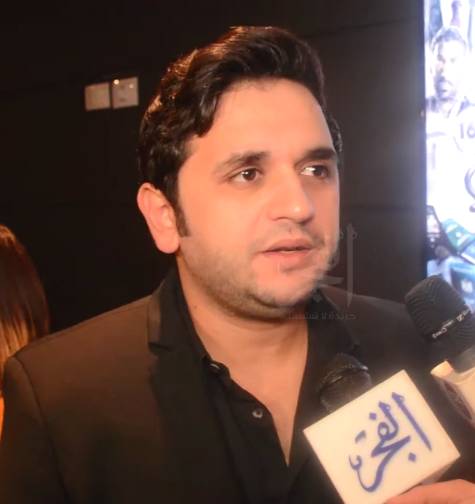
مصطفى خاطر في دور دياب

- علي ربيع: (عمر)
- مصطفى خاطر: (دياب)
- محمد محمود: (سرور)
- نهال عنبر: (إنصاف)
- كارولين عزمي: (مايا)
- هاجر عفيفي: (رشا)
- محسن منصور: (عبدون)
- ياسر الطوبجي: (علاء)
- إسماعيل فرغلي: (كرم)
- داليا الخولي: (غادة)

### ضيوف الشرف
- ويزو
- أوس أوس
- إبرام سمير
- محمد أنور
- حامد الشرابي
- كريم عفيفي
- مصطفى بسيط
- محمد توب
- صلاح عبد الله
- أحمد فتحي
- ميرنا جميل
- سامي مغاوري
- سليمان عيد
- طاهر أبو ليلة
- حلمي بكر
- جابر القرموطي
- حسن شاكوش
- هدير الشريف
- يسرا مصطفى.[3]
- أحمد محارب
- عاصم ترك[4][5]